# آسیا وان سنتر
آسیا وان سنتر (به لاتین: Asia One Center) یک ساختمان بلندمرتبه در ژاپن است که در Kōyō-chō Naka واقع شده‌است.